# Abainville
Abainville – miejscowość i gmina we Francji, w regionie Grand Est, w departamencie Moza. Jej burmistrzem jest Daniel Lhuillier.
Według danych na rok 1990 gminę zamieszkiwało 305 osób, a gęstość zaludnienia wynosiła 22 osób/km² (wśród 2335 gmin Lotaryngii Abainville plasuje się na 745. miejscu pod względem liczby ludności, natomiast pod względem powierzchni na miejscu 383.).